# But You Caint Use My Phone
But You Caint Use My Phone je mixtape americké zpěvačky Erykah Badu. Vydán byl 27. listopadu 2015 po zpěvaččině pětileté odmlce. Zpěvačka na albu spolupracovala s producentem Zachem Witnessem a album nahráli za jedenáct dnů v jeho domovském studiu v texaském Dallasu. Dále se na albu podílel například rapper André 3000. Deska se umístila na čtrnáctém místě hitparády Billboard 200.

## Seznam skladeb
1. Caint Use My Phone (Suite) – 3:34
2. Hi – 0:35
3. Cel U Lar Device – 6:28
4. Phone Down – 3:29
5. U Use to Call Me – 1:13
6. Mr. Telephone Man – 3:12
7. U Don't Have to Call – 2:00
8. What’s Yo Phone Number / Telephone (Ghost of Screw Mix) – 5:11
9. Dial’Afreaq – 3:11
10. I'll Call U Back – 1:58
11. Hello – 5:17